# Mitch McConnell
Addison Mitchell "Mitch" McConnell (Tuscumbia, Alabama, 20 de febrer de 1942) és un polític estatunidenc membre del Partit Republicà, senador de Kentucky al Senat dels Estats Units des de 1985 i actual llíder de la minoria republicana a la cambra alta. És el senador que ha representat a Kentucky durant més anys.
Es tracta d'un republicà molt conservador en aspectes socials i molt liberal en aspectes econòmics.

## Posicions polítiques
Inicialment conegut com un polític moderat i pragmàtic, McConnell va anar desplaçant-se amb al temps cap a posicions més a la dreta de l'espectre ideològic. Així, va passar de defensar el dret a l'avortament i els sindicats de treballadors públics a representar la més estricta ortodòxia conservadora al Capitoli.
Durant la crisi política ocasionada pel tancament del Govern dels Estats Units de 2013, el paper de McConnell va ser fonamental per a trobar una solució a la paràlisi política i aconseguir la reobertura dels serveis federals a tot el país.
L'any 2017 va signar amb 21 senadors més una carta en què demanaven al llavors president Donald Trump que retirés els Estats Units de l'Acord de París.
Al desembre de 2020, arran de la pandèmia de COVID-19, McConnell va oposar-se de la pujada dels xecs d'estímul econòmic de 600$ a 2.000$, contrariant un pacte entre els demòcrates, la majoria de republicans i el president Trump, cosa que li ocasionà moltes crítiques.
El gener de 2021, després de l'assalt al Capitoli, McConnell va expressar el seu suport al segon impeachment a Donald Trump.